# Dénes Kőnig
Dénes Kőnig (hongarès: Kőnig Dénes)  (Budapest, 21 de setembre de 1884 - Budapest, 19 d'octubre de 1944) va ser un matemàtic hongarès.

## Vida i Obra
Fill d'un prestigiós matemàtic, König va fer els estudis secundaris en una de les millors escoles de Budapest. El 1899, abans d'entrar a la universitati amb només quinze anys, ja va publicar un article a la revista Mathematikai és physikai lapok. El 1902 va començar els seus estudis de matemàtiques a la universitat de Budapest que va continuar a partir de 1904 a la universitat de Göttingen on ve rebre la influència de Minkowski. Durant els seus anys d'estudiant va publicar els dos volums de les seves Mathematikai mulatságok (Recreacions matemàtiques) (1902 i 1905). El 1907 va obtenir el doctorat a Budapest amb una tesi sobre les rotacions dels grups finits en un espai multi-dimensional.
A partir de 1908 i per la resta de la seva vida va estar lligat a la universitat Tecnològica de Budapest, passant de professor ajudant, a associat i a invitat, fins a arribar a ser professor titular el 1935.
El 1944, durant l'ocupació nazi del seu país i essent de família jueva, es va suïcidar tement el regne de terror que les autoritats van imposar contra els jueus de Budapest.
König és recordat per haver estat l'autor del primer llibre de text (en alemany) sobre teoria de grafs l'any 1936, cosa que el va convertir immediatament en un destacat investigador sobre el tema. De fet, fins al 1958 va ser l'única monografia disponible sobre el tema. Alguns teoremes fonamentals de la teoria porten el seu nom.
A més de les seves contribucions a la teoria de grafs, König també va fer recerques en teoria de conjunts i en topologia. La seva obra es compon de cinc llibres i més d'una trentena d'articles en revistes científiques.